# Len Harvey
Len Harvey est un boxeur britannique né le 11 juillet 1907 à Stoke Climsland, Angleterre, et mort le 28 novembre 1976 à Plymouth, Angleterre.

## Carrière
Il a détenu entre 1929 et 1939 le titre national des poids moyens, mi-lourds et lourds. Il aura trois occasions de devenir champion du monde mais sera à chaque fois battu: par Marcel Thil en 1932 pour le titre des poids moyens puis par John Henry Lewis et Freddie Mills en 1936 et 1942 pour le titre des mi-lourds.

## Distinction
- Len Harvey est membre de l'International Boxing Hall of Fame depuis 2008[1].

## Référence
1. ↑  (en) Biographie de Len Harvey sur le site de l'International Boxing Hall Of Fame (ibhof.com)